# 合景科盛广场
合景科盛广场（英語：KWG Flourishing Biotech Square，简称FBS），是中国广东省广州市官洲岛（广州国际生物岛）上的商用甲级写字楼，位于广州地铁4号线官洲站上盖，与官洲生命科学创新中心相望，分为A塔（36层）、B塔（6层），建筑面积约12万平方米，其中A塔总高168.25米，是官洲岛上第二高的建筑物。
该用地原为合景泰富集团开发的合景·星辉广场（二期），2021年2月更名合景科盛广场，同年9月29日正式揭幕。